# Martin Doyle
Martin Doyle (ur. 16 listopada 1958 w Dublinie) – brytyjski zapaśnik walczący w stylu wolnym. Olimpijczyk z Seulu 1988, gdzie odpadł w eliminacjach w kategorii 82 kg. Zajął piętnaste miejsce na mistrzostwach Europy w 1988 roku.
Mistrz kraju w latach 1988 i 1991 (85 kg).
- Turniej w Seulu 1988

Przegrał z Victorem Kodeim z Nigerii i Mohamedem Zayarem z Syrii i odpadł z turnieju.